# Begumabad Budhana
Begumabad Budhana é uma vila no distrito de Ghaziabad, no estado indiano de Uttar Pradesh.

## Demografia
Segundo o censo de 2001, Begumabad Budhana tinha uma população de 16,248 habitantes. Os indivíduos do sexo masculino constituem 54% da população e os do sexo feminino 46%. Begumabad Budhana tem uma taxa de literacia de 62%, superior à média nacional de 59.5%; com 62% para o sexo masculino e 38% para o sexo feminino. 15% da população está abaixo dos 6 anos de idade.